# Åtalsplikt
Åtalsplikt innebär att åklagaren, om den bedömer att det finns tillräckliga bevis, är skyldig att väcka åtal.

## I Sverige
Enligt huvudregeln har åklagaren absolut åtalsplikt, men regeln är försedd med så många undantag att denne egentligen endast har en relativ åtalsplikt.:17-18
Åtalsplikten gäller för de allra flesta brott men inte förtal, hemfridsbrott och tillgreppsbrott inom familjen.